# Aprilia Racing
Aprilia Racing — спортивний підрозділ компанії Aprilia, італійського виробника мотоциклів, створений для представництва компанії у змаганнях з мотоспорту, насамперед у чемпіонаті світу з шосейно-кільцевих мотогонок MotoGP, також у серії WSBK, у змаганнях з мототріалу, супермото та мотокросу. Станом на 2013 рік Aprilia Racing виграла 52 титули чемпіона світу у різних класах.

## MotoGP
Aprilia дебютувала у чемпіонаті світу з шосейно-кільцевих мотоперегонів MotoGP у середині 1980-их в класі 125cc та 250cc з італійськими гонщиками Алессандро Граміньї та Лорісом Реджіані. Це стало ключем до філософії команди «Зроблено в Італії». Відносно невеликий виробник в порівнянні з японськими гігантами, Aprilia завжди приділяла багато уваги участі в мотогонках, здобувши у класі 125cc 10 кубків конструкторів, та ще 9 у класі 250cc, ставши четвертим найуспішнішим виробником в історії MotoGP.
У 1987 році Лоріс Реджіані на Гран-Прі Сан Марино в класі 125cc виграв на Aprilia першу гонку.
Граміньї у 1992 році здобув для Aprilia перший титул чемпіона світу в класі 125cc, Через два роки Казуто Саката здобув другий титул у тій же категорії.
Перший тріумф у класі 250cc був пов'язаний з Максом „Імператором“ Б'яджі, який поклав успішний початок ері домінування Aprilia в класі, вигравши на Aprilia RSV250 3 чемпіонати світу поспіль у 1994-1996 роках.
У сезоні 1998 Лоріс Капіроссі виграв ще один чемпіонат у класі „четвертинок“.
Кінець 1990-х ознаменувався успішною співпрацею «Aprilia Racing» з Валентіно Россі, який виграв свої перші 2 з 9 чемпіонатів на мотоциклах Aprilia. Перші чотири роки своєї кар'єри він провів саме на мотоциклах Aprilia, вигравши у 1997 році чемпіонат в класі 125cc, а в 1999-у — в класі 250cc, після чого перейшов у „королівський“ клас.
Aprilia Racing також вирішила зробити великий стрибок, перейшовши до класу 500cc, де вже понад чверть століття тріумфували японські виробники. Звичайно, задача не була легкою, і в перші роки (1996-2000) завод з Ноале, з президентом Івано Беджіо та нідерландським інженером Яном Віттевеєном працював над розробкою конкурентного прототипу. Допомагали у цьому Лоріс Реджіані, Тетсуя Харада, Доріано Ромбоні та Джеремі МакВільямс, які представляли команду у гонках.
У менших класах успішні виступи команди продовжувались, завдяки новій хвилі італійських талантів. У класі 125cc в сезоні 2000 черговий титул здобув Роберто Локателлі, у 250cc Марко Меландрі та Мануель Поджиалі тріумфували у 2002 та 2003 роках відповідно.
Між тим, шлях Aprilia до успіху в прем'єр-класі продовжувався. У 2002-му клас 500cc був замінений на MotoGP, разом з цим змінився технічний регламент: дозволений робочий об'єм двигуна був збільшений з 500 см³ до 990 см³. Сподіваючись кинути виклик японським гігантам Honda і Yamaha, Aprilia дебютувала в чемпіонаті з інноваційним 3-циліндровим RS Cube. Однак, незважаючи на зусилля Реджіса Лаконі, Коліна Едвардса, Норіюкі Хаги, Гаррі МакКоя та Джеремі МакВільямса, бажані результати не були досягнуті, що змусило Aprilia відмовитись від участі у класі MotoGP в кінці сезону 2004.
Акцент був зміщений до класів 125cc та 250cc, де Aprilia не оминула увагою появою ряду висхідних зірок у сусідній Іспанії. Так, Альваро Баутіста переміг у класі 125cc в 2006 році, а Хорхе Лоренцо двічі тріумфував в категорії 250cc у 2006 і 2007 роках.
Пізніше ще два іспанці— Хуліан Сімон у 2009-му та Ніко Тероль у 2011-му здобули на Aprilia останні перемоги до введення класу Moto3, після чого завершилась досить успішна ера Aprilia Racing у MotoGP.
12 вересня 2014 року було офіційно повідомлено про підписання 4-річного контракту між «Aprilia Racing» та командою Фаусто Грезіні Gresini Racing для участі у класі MotoGP з сезону сезону 2015. Від цього виграли обидві сторони: Грезіні зекономив кошти, які мав витратити на мотоцикли, а Aprilia отримала досвідченого партнера для розвитку свого гоночного проекту, а також зекономила кошти, орієнтовно 3,4 млн.€. Одним із гонщиків буде Альваро Баутіста. Сам Грезіні протягом одного сезону своєї кар'єри виступав на Aprilia: у 125cc у 1989 році.

## Зовнішні посилання
- Офіційний сайт (англ.)